# Fanas
Fanas [fɐˈnɔːs] ist ein Dorf im vorderen Prättigau, Kanton Graubünden. Politisch gehört es seit Anfang 2011 zur politischen Gemeinde Grüsch.

## Geographie

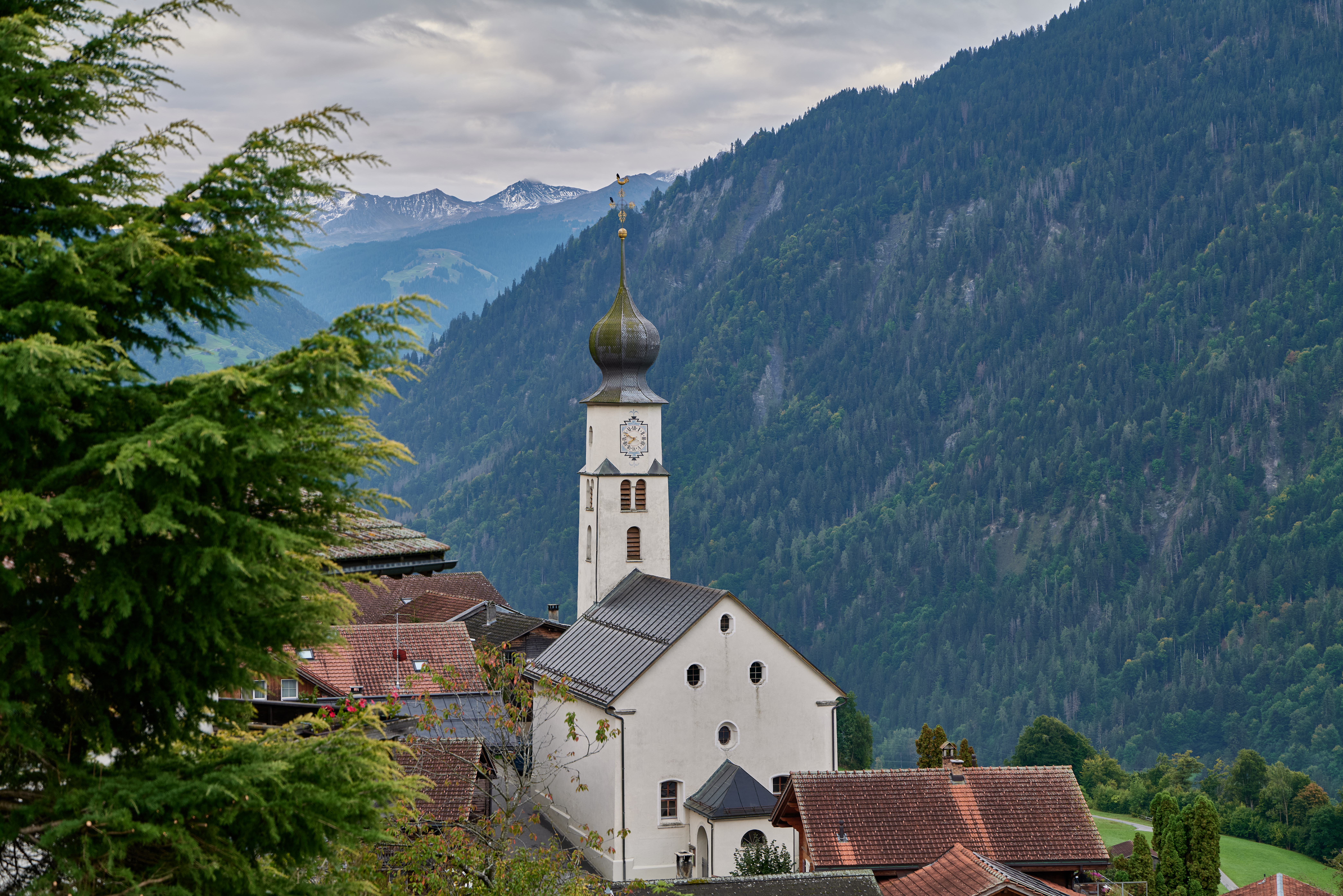
Reformierte Kirche

Das Strassendorf Fanas liegt auf einer Terrasse auf der nördlichen Seite des vorderen Prättigaus. Das Territorium umfasst einen Teil des Gebiets zwischen Taschinasbach und Schraubach, zwei rechten Nebenflüssen der Landquart. Höchster Punkt ist der Girenspitz (2394 m ü. M.) ganz im Nordosten, der den Abschluss des Salginatobels bildet. Vom Dorf gesehen dominiert der vorgelagerte Rücken des Sassauna (2308 m).
Vom gesamten ehemaligen Gemeindeareal von 2183 ha sind 983 ha landwirtschaftliches Nutzgebiet, darunter 775 ha Alpwirtschaften. Weitere 804 ha sind von Wald und Gehölz bedeckt, 381 ha unproduktive Fläche (meist Gebirge) und 15 ha Siedlungsfläche.

## Geschichte

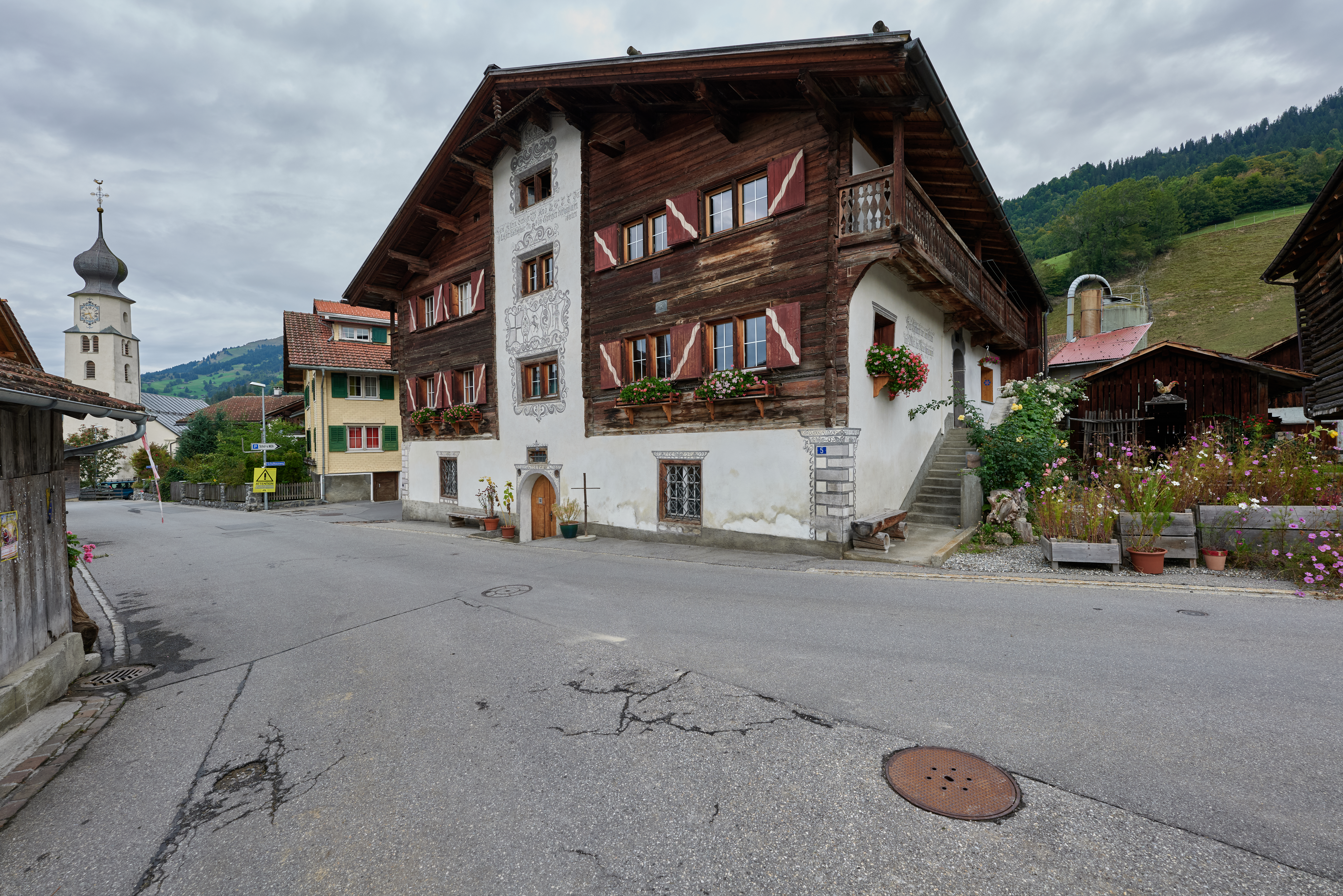
Dorfplatz Fanas

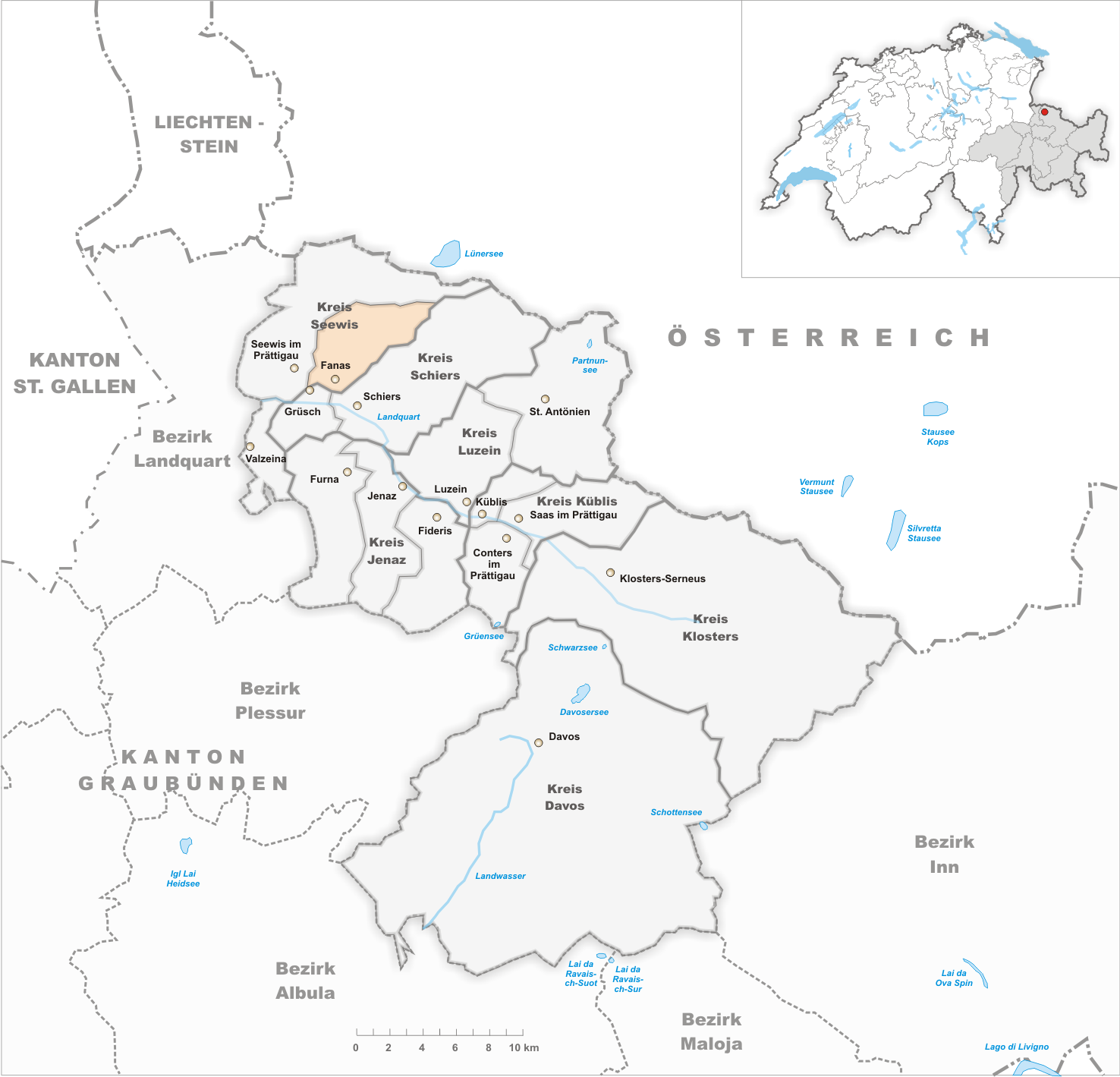
Gemeindestand vor der Fusion am 1. Januar 2011

Luftbild aus 400 m von Walter Mittelholzer von 1923

Der Ortsname erscheint seit dem 13. Jahrhundert in mehreren Varianten: 1224 [cop.] de Faenane … de Fenane; 1291 in villis Sewns et Affenans; 1296 in Fenatis; 1375 Fenans; 1447 Vanaus. Der Ursprung des Namens ist unbekannt; der Beleg von 1296 und spätere Formen könnten zwar mit Bündner Flurnamen wie Fanaus und Sotfanas auf lat. fenatum „Ort, an dem geheut worden ist“ zurückgeführt werden, das mehrfach und zum Teil früher bezeugte -n- im Wortausgang bleibt damit aber ungeklärt.
Im Hoch- und Spätmittelalter wurde auf Höfen des Churer Domkapitels und der Edlen von Aspermont Ackerbau und Viehhaltung betrieben. Fanas gehörte zur Herrschaft Solavers, später zu dem daraus hervorgegangenen Gericht Schiers.  1679 bis 1729 zum Halbgericht Schiers, dann bis 1851 zum Halbgericht Seewis. Nach dessen Teilung gehörte die Ortschaft zwischen 1679 und 1729 zum Halbgericht Schiers, das durch Abtrennung des Halbgerichts Seewis aus dem Gericht Schiers entstanden war.
Die Kirche am Ostende des Dorfes ist 1447 als Filiale von St. Maria auf Solavers erwähnt, 1487 erhielt sie einen eigenen Pfarrer. 1560 bis 1570 erfolgte die Reformation. 1754/1755 entstand die heutige Kirche. Mitte des 16. Jahrhunderts ist die Germanisierung abgeschlossen. In Fanas herrschte Viehhaltung mit Stufenbetrieben mit vielen Stallungen auf drei Alpen vor. Bis um 1950 wurde auch Ackerbau betrieben. 1969 bis 1976 wurden die Verbindungsstrassen ausgebaut. Wirtschaftlich stark vertreten ist nach wie vor der erste Sektor, auch wenn der Bau von Wanderwegen sowie die Nutzung einer kleinen Seilbahn vor allem durch Gleitschirmflieger neue Verdienstmöglichkeiten im dritten Sektor schufen.
Anfang 2011 schloss sich die bis anhin selbständige politische Gemeinde Fanas, zusammen mit dem damals ebenfalls selbständigen Valzeina, der politischen Gemeinde Grüsch an. Auch die frühere reformierte Kirchgemeinde Fanas schloss sich – unabhängig von der Fusion der politischen Gemeinden – mit den Kirchgemeinden Grüsch und Valzeina zusammen.

## Wappen
| Wappen von Fanas | Blasonierung: «In Blau ein goldener Kelch»                                                                                |
| Wappen von Fanas | Das Wappenbild ist einem Gemeindesiegel aus dem Jahre 1817 entnommen und hat die Farben des Zehngerichtenbundes erhalten. |

## Bevölkerung
| Bevölkerungsentwicklung | Bevölkerungsentwicklung | Bevölkerungsentwicklung | Bevölkerungsentwicklung | Bevölkerungsentwicklung | Bevölkerungsentwicklung | Bevölkerungsentwicklung | Bevölkerungsentwicklung |
| Jahr                    | 1850                    | 1920                    | 1950                    | 1970                    | 2000                    | 2005                    | 2010                    |
| ----------------------- | ----------------------- | ----------------------- | ----------------------- | ----------------------- | ----------------------- | ----------------------- | ----------------------- |
| Einwohnerzahl           | 373                     | 250                     | 303                     | 228                     | 346                     | 385                     | 401                     |

Durch starke Abwanderung sank die Bevölkerungszahl zwischen 1850 und 1920 erheblich (1850–1920: −33 %). Nach zwei Jahrzehnten Wachstum folgten zehn Jahre Stagnation (1920–1950: +21 %). Zwischen 1950 und 1970 kam es zu einer zweiten grossen Abwanderungswelle (1950–1970: −25 %). Bis zum Jahr 2000 wuchs die Bevölkerung rasch an (1970–2000: +67 %). Seither hat sie sich stabilisiert.

### Sprachen
Die Bevölkerung sprach ursprünglich Rätoromanisch. Der Sprachwechsel zum Deutschen erfolgte um die Mitte des 16. Jahrhunderts. Heute ist die Gemeinde praktisch einsprachig deutschsprachig.
| Sprachen in Fanas |                   |                   |                   |                   |                   |                   |
| Sprachen          | Volkszählung 1980 | Volkszählung 1980 | Volkszählung 1990 | Volkszählung 1990 | Volkszählung 2000 | Volkszählung 2000 |
| Sprachen          | Anzahl            | Anteil            | Anzahl            | Anteil            | Anzahl            | Anteil            |
| Deutsch           | 271               | 97,48 %           | 333               | 96,24 %           | 370               | 98,14 %           |
| Rätoromanisch     | 2                 | 0,72 %            | 0                 | 0,00 %            | 1                 | 0,27 %            |
| Einwohner         | 278               | 100 %             | 346               | 100 %             | 377               | 100 %             |

### Religionen – Konfessionen
In der ehemaligen Gemeinde wurde zwischen 1560 und 1570 die Reformation eingeführt. Im Jahr 2000 waren 78 % evangelisch-reformierte und 9 % römisch-katholische Christen. Daneben gab es 9 % Konfessionslose. 2,92 % der Einwohnerschaft verweigerten die Auskunft zu ihrem Glaubensbekenntnis.

### Herkunft – Nationalität
Von den Ende 2004 383 Bewohnern waren 371 (= 97 %) Schweizer Bürger. Bei der letzten Volkszählung waren 371 Personen (= 98 %) Schweizer Staatsangehörige, darunter zwei Doppelbürger. Die wenigen Zuwanderer kommen aus Deutschland, Finnland, Mazedonien und Grossbritannien.

## Wirtschaft und Verkehr
Fanas ist nach wie vor ländlich geprägt, hat sich aber ausgangs des 20. Jahrhunderts auch zu einer beliebten Wohngemeinde entwickelt. Nach Schiers und Grüsch besteht eine Postautoverbindung.
Die Luftseilbahn Fanas–Eggli führt vom Dorf zur Bergstation (1700 m ü. M.) am Hang des Sassauna. Im Sommer wird sie vor allem von Wanderern und Gleitschirmfliegern benutzt, im Winter von Skitourenfahrern.

## Sehenswürdigkeiten
- Unter Denkmalschutz steht die reformierte Dorfkirche.
- Maiensäss Rageth (1999); Architekten: Valentin Bearth, Andrea Deplazes, Daniel Ladner[5]

## Persönlichkeiten
- Thomas Davatz (1815―1888, Brasilienauswanderer, Stationsvorstand, Posthalter und Salzverwalter in Landquart)